# Metyprylon

Strukturformel för Metyprylon

Metyprylon, C10H17NO2, är ett lugnande, sömngivande och narkotikaklassat preparat. Läkemedlet har använts för behandling av sömnlöshet, men används numera sällan eftersom det har ersatts med modernare läkemedel med färre biverkningar, såsom bensodiazepiner. 
Metyprylon patenterades 1954 av Hoffman-La Roche och förekom på marknaden under handelsnamnet Noludar®. Metyprylon drogs tillbaka från den amerikanska marknaden i juni 1965, den svenska marknaden i juli 1988 och den kanadensiska marknaden i september 1990. 
Kemiskt tillhör den, liksom glutetimid, pyrityldion och talidomid, gruppen piperidindioner. Dessa i sin tur är strukturella variationer av barbiturater.
Biverkningar kan innefatta hudutslag, feber, depression, magsår eller sår i mun eller hals, blödning eller blåmärken, förvirring, hjärtklappning, försvagad andning, svullnad av fötter eller underben, yrsel, dåsighet, huvudvärk, dubbelseende, förstoppning, diarré, illamående, kräkningar eller onormal trötthet.